# Otiothops setosus
Espèce
Otiothops setosus est une espèce d'araignées aranéomorphes de la famille des Palpimanidae.

## Distribution
Cette espèce est endémique du Pernambouc au Brésil,.

## Description
Les mâles mesurent de 6,34 à 6,55 mm et la femelle 7,34 mm.

## Publication originale
- Mello-Leitão, 1927 : Notes sur quelques araignées brésiliennes de la collection E. Simon. 1. Les palpimanides de l'Amérique du Sud. Bulletin du Muséum National d'Histoire Naturelle de Paris, vol. 1927, p. 86-92 (texte intégral).